# Reprezentacja Trynidadu i Tobago w piłce nożnej kobiet
Reprezentacja Trynidadu i Tobago w piłce nożnej kobiet – kobieca piłkarska reprezentacja Trynidadu i Tobago. Największym sukcesem reprezentacji jest III miejsce na mistrzostwach CONCACAF w 1991 roku.

## Udział w turniejach międzynarodowych

### Mistrzostwa Świata
Trynidadzkiej drużynie nigdy nie udało się zakwalifikować do finałów MŚ.
| Rok   | Runda                   | M                       | W                       | R                       | P                       | GZ                      | GS                      |
| ----- | ----------------------- | ----------------------- | ----------------------- | ----------------------- | ----------------------- | ----------------------- | ----------------------- |
| 1991  | Nie zakwalifikowało się | Nie zakwalifikowało się | Nie zakwalifikowało się | Nie zakwalifikowało się | Nie zakwalifikowało się | Nie zakwalifikowało się | Nie zakwalifikowało się |
| 1995  | Nie zakwalifikowało się | Nie zakwalifikowało się | Nie zakwalifikowało się | Nie zakwalifikowało się | Nie zakwalifikowało się | Nie zakwalifikowało się | Nie zakwalifikowało się |
| 1999  | Nie zakwalifikowało się | Nie zakwalifikowało się | Nie zakwalifikowało się | Nie zakwalifikowało się | Nie zakwalifikowało się | Nie zakwalifikowało się | Nie zakwalifikowało się |
| 2003  | Nie zakwalifikowało się | Nie zakwalifikowało się | Nie zakwalifikowało się | Nie zakwalifikowało się | Nie zakwalifikowało się | Nie zakwalifikowało się | Nie zakwalifikowało się |
| 2007  | Nie zakwalifikowało się | Nie zakwalifikowało się | Nie zakwalifikowało się | Nie zakwalifikowało się | Nie zakwalifikowało się | Nie zakwalifikowało się | Nie zakwalifikowało się |
| 2011  | Nie zakwalifikowało się | Nie zakwalifikowało się | Nie zakwalifikowało się | Nie zakwalifikowało się | Nie zakwalifikowało się | Nie zakwalifikowało się | Nie zakwalifikowało się |
| 2015  | Nie zakwalifikowało się | Nie zakwalifikowało się | Nie zakwalifikowało się | Nie zakwalifikowało się | Nie zakwalifikowało się | Nie zakwalifikowało się | Nie zakwalifikowało się |
| 2019  | Nie zakwalifikowało się | Nie zakwalifikowało się | Nie zakwalifikowało się | Nie zakwalifikowało się | Nie zakwalifikowało się | Nie zakwalifikowało się | Nie zakwalifikowało się |
| 2023  | Nie zakwalifikowało się | Nie zakwalifikowało się | Nie zakwalifikowało się | Nie zakwalifikowało się | Nie zakwalifikowało się | Nie zakwalifikowało się | Nie zakwalifikowało się |
| Razem | 0/9                     | 0                       | 0                       | 0                       | 0                       | 0                       | 0                       |

### Mistrzostwa CONCACAF
Trynidadzkiej drużynie 11 razy udało się zakwalifikować do finałów turnieju kontynentalnego.
| Rok   | Runda        | M | W | R | P | GZ | GS |
| ----- | ------------ | - | - | - | - | -- | -- |
| 1991  | III miejsce  | 5 | 2 | 1 | 2 | 8  | 20 |
| 1993  | IV miejsce   | 3 | 0 | 0 | 3 | 0  | 20 |
| 1994  | IV miejsce   | 4 | 1 | 1 | 2 | 6  | 20 |
| 1998  | Faza grupowa | 3 | 1 | 1 | 1 | 5  | 6  |
| 2000  | Faza grupowa | 3 | 0 | 1 | 2 | 2  | 24 |
| 2002  | Faza grupowa | 3 | 0 | 0 | 3 | 2  | 9  |
| 2006  | Ćwierćfinał  | 1 | 0 | 0 | 1 | 0  | 3  |
| 2010  | Faza grupowa | 3 | 1 | 0 | 2 | 4  | 4  |
| 2014  | IV miejsce   | 5 | 2 | 0 | 3 | 6  | 7  |
| 2018  | Faza grupowa | 3 | 0 | 0 | 3 | 1  | 14 |
| 2022  | Faza grupowa | 3 | 0 | 0 | 3 | 0  | 11 |
| Razem | 11/11        | 3 | 0 | 0 | 3 | 0  | 38 |

## Skład
Aktualny skład dostępny jest na stronie internetowej soccerdonna.de

## Mistrzostwa CONCACAF 2022

### Grupa E
Na podstawie:
| Zespół            | Pkt | M | W | R | P | Br+ | Br− | +/− |
| ----------------- | --- | - | - | - | - | --- | --- | --- |
| Kanada            | 9   | 3 | 3 | 0 | 0 | 9   | 0   | +9  |
| Kostaryka         | 6   | 3 | 2 | 0 | 1 | 7   | 2   | +5  |
| Panama            | 3   | 3 | 1 | 0 | 2 | 1   | 4   | -3  |
| Trynidad i Tobago | 0   | 3 | 0 | 0 | 3 | 0   | 11  | -11 |